# Quatuor Lindsay
Pour les articles homonymes, voir Lindsay.

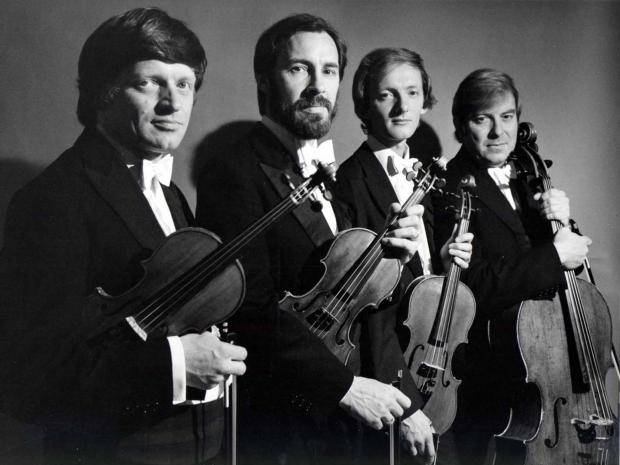
Le Quatuor Lindsay en 1986. De gauche à droite : Peter Cropper, Ronald Birks, Robin Ireland et Bernard Gregor-Smith.

Le Quatuor Lindsay (Les Lindsay) était un quatuor à cordes britannique constitué en 1966 et dissous en 2005.
Leur nom est celui du recteur de la "Keele University"  qui devint l'"University College of North Staffordshire"), où ils avaient établi résidence au début de leur carrière.
Ils établirent ensuite résidence à l'Université de Sheffield puis à celle  de Manchester où ils donnaient de fréquents concerts en matinée ou en soirée.  Le quatuor se produisait chaque année lors de festivals au Studio Theatre dans le Crucible Theatre de Sheffield. Les quatre ont également voyagé dans le monde entier.
En 2005, 39 ans après le début de l'aventure et 20 ans après le dernier changement de membre, le quatuor annonça sa dissolution prochaine et donna alors une série de concerts d'adieu à travers le monde, qui s'acheva par 4 concerts dans la ville de Sheffield en juillet 2005. Chacun poursuit actuellement un itinéraire musical séparé.
Le Quatuor a enregistré de nombreux disques dont des cycles Beethoven  et Bartók très remarqués ainsi que des parties substantielles des répertoires de Haydn, Mozart, Schubert et Dvořák.
Peter Cropper est le directeur artistique de Music in the Round, une organisation caritative qu'il a fondée dans les années 1980 et qui promeut les concerts de musique de chambre à Sheffield et dans toute la Grande-Bretagne. Les Lindsay ont été la cheville ouvrière de Music in the Round pendant plus de 20 ans.

## Membres
- premier violon : Peter Cropper
- second violon : Michael Adamson (1965-1971) puis Ronald Birks
- alto : Roger Bigley (1965-1985) puis Robin Ireland
- violoncelle : Bernard Gregor-Smith.